# Abendmahlssaal

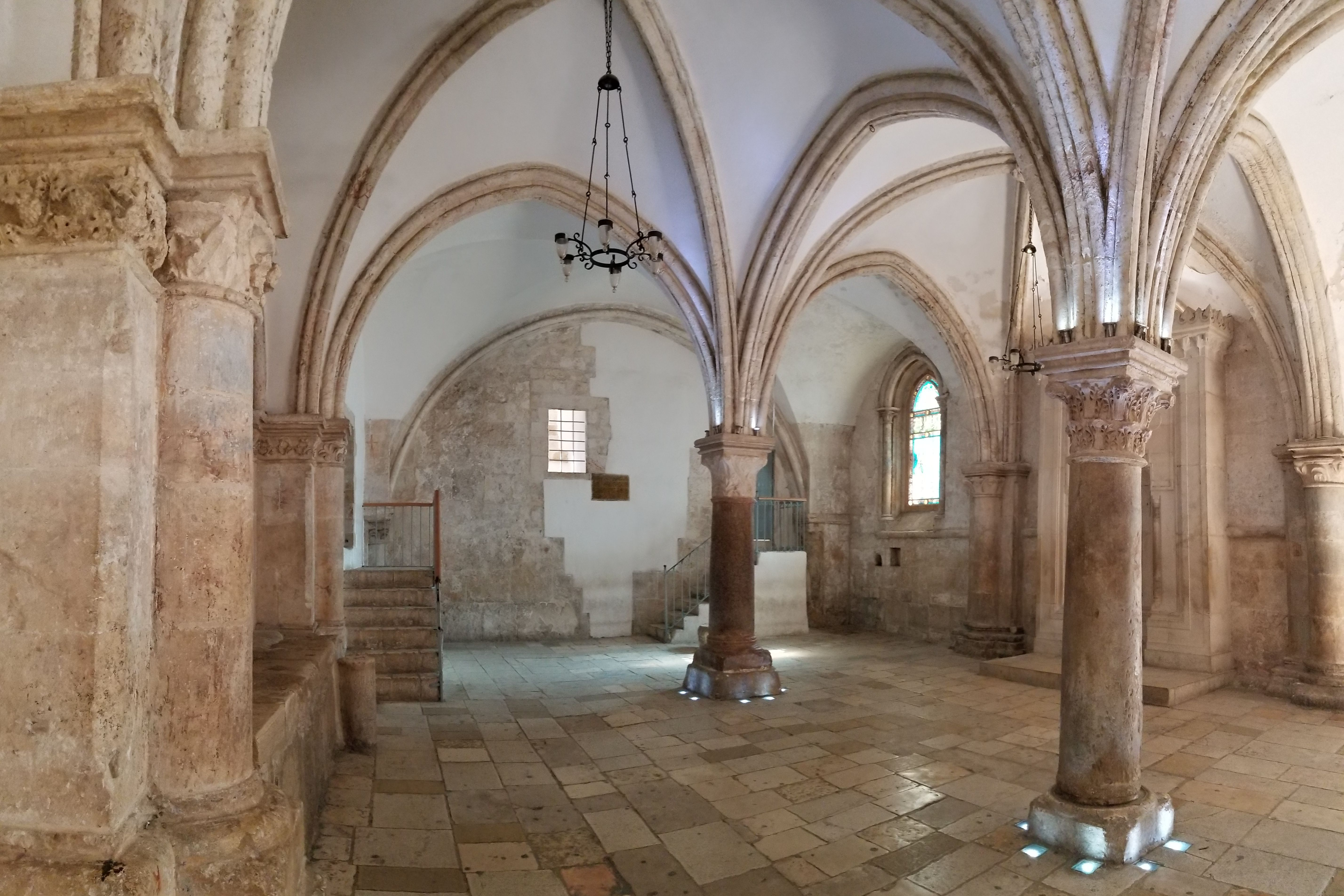
Abendmahlssaal (Coenaculum)

Der Abendmahlssaal (lateinisch Coenaculum „Speisezimmer, Obergemach“; hebräisch הדר הסעודה האחרונה „Raum des letzten Festmahls“; arabisch علية صهيون „Zionsberg-Obergemach“) ist eine christliche heilige Stätte in Jerusalem. Nach biblischer Darstellung feierte Jesus Christus am Vorabend seines Todes im Obergemach eines Jerusalemer Hauses mit seinen Jüngern das letzte Abendmahl. Spätantike christliche Überlieferung lokalisierte dieses Geschehen auf dem Zionsberg im Südwesten der Jerusalemer Altstadt. Dort wurde in der Kreuzfahrerzeit ein Gebäude errichtet, dessen Obergemach als Abendmahlssaal identifiziert wurde. Im 14. Jahrhundert war das Coenaculum in ein Franziskanerkloster einbezogen; seit dem 16. Jahrhundert war der Gebäudekomplex eine muslimische heilige Stätte. Seit 1948 ist der Abendmahlssaal faktisch Eigentum des Staates Israel und ist ein Museum.

## Biblische Traditionen

### Ort des Abendmahls
Nach Mk 14,12–16  und Lk 22,7–13  handelte es sich beim Abendmahlssaal um einen großen Raum im Obergeschoss, den die Jünger auf Weisung ihres Meisters fanden, indem sie in der Stadt einem Wasserträger in ein Haus folgten und den Hausherrn auf den benötigten Raum ansprachen. In Mt 26,17–19  fehlen diese Details.
Der Raum wird beschrieben als ἀνάγαιον ἐστρωμένον anágaion estrōménon (Mk 14,15), was die meisten Übersetzungen wiedergegeben als mit Polstern oder Kissen (für eine festliche Mahlzeit) hergerichtetes Obergemach. Bei Flavius Josephus bedeutet ἐστρωμένος freilich „gedielt, getäfelt.“ Die Lutherbibel übersetzt deshalb: ein großer Saal, „der schön ausgelegt“ ist, was Interpretationen mit oder ohne Kissen zulässt.
Joh 13,1–17  erwähnt zwar in Vers 2 das Mahl, sagt sonst aber nichts über den Raum, wie er auch die Deuteworte Jesu über Brot und Wein nicht wiedergibt. Das Mahl ist hier jedoch mit der zeichenhaften Fußwaschung verbunden.

### Ort des Pfingstgeschehens
Das Neue Testament erwähnt außerdem einen Raum, der als Treffpunkt der Jerusalemer Urgemeinde diente, wo die Jünger sich nach der Kreuzigung Christi einschlossen und wo ihnen der Auferstandene mit dem Friedensgruß begegnete (Lk 24,36ff. ; Joh 20,19ff. ), und ein Obergemach, in dem die Jünger mit den Frauen und Maria im Gebet verharrten und den Heiligen Geist empfingen (Apg 1,12–14 ).

## Kirchenbauten

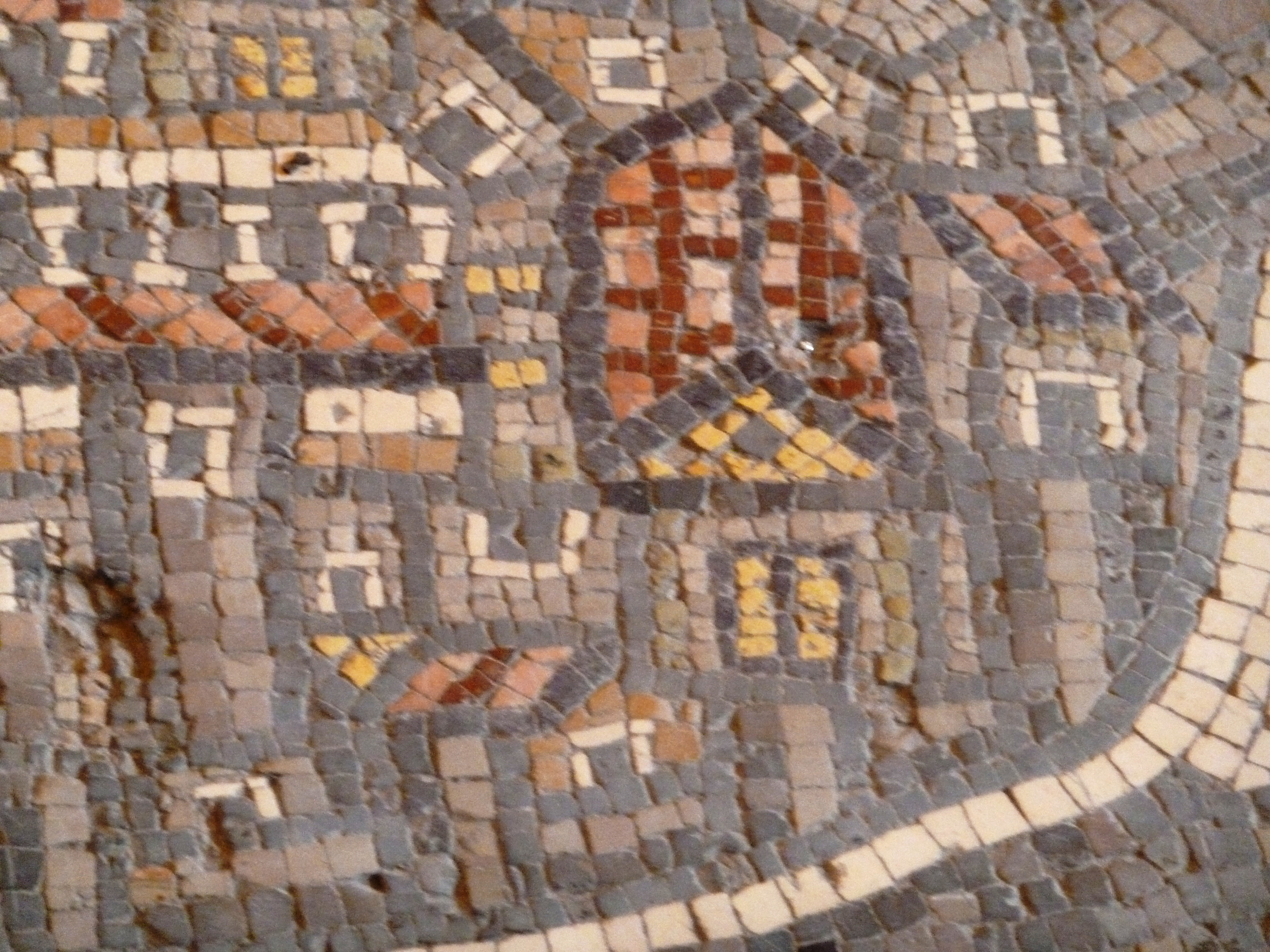
Die Hagia-Sion-Basilika (gelber Giebel, rotes Dach) auf der Mosaikkarte von Madaba

### Spätantike Lokaltraditionen und byzantinische Hagia Sion
Nach der Zerstörung Jerusalems durch die Römer war der Südwesthügel der Stadt (zuvor kleinräumige, eher ärmliche Wohnbebauung aus herodianischer Zeit) ein verlassenes und nur landwirtschaftlich genutztes Gelände. Es gab dort jedoch „eine Synagoge und eine kleine Kirche, ... an denen alte jüd. oder christl. Traditionen hafteten.“ Die Quellen für diese Information stammen alle aus dem 4. Jahrhundert. Kyrill von Jerusalem und die Pilgerin Egeria identifizierten die Hauskirche mit dem Ort des Pfingstgeschehens. Nachdem das Konzil von Konstantinopel 381 die Göttlichkeit des Heiligen Geistes definiert hatte, erfuhr dieser Ort logischerweise eine architektonische Aufwertung.
In zwei Schritten wurde die kleine Kirche zunächst zur „Kirche der Apostel“ und dann zur Hagia-Sion-Basilika ausgebaut. In der Südostecke der Hagia Sion hat man spätrömisches Mauerwerk sekundär verbaut, wobei diese Ecke des Gebäudes in spätere Kirchenbauten integriert wurde und so erhalten blieb. Der Jerusalemer Erzbischof Johannes II. weihte die Hagia-Sion-Basilika ein; die Festpredigt ist erhalten und kann (wahrscheinlich) auf den 15. September 394 datiert werden.

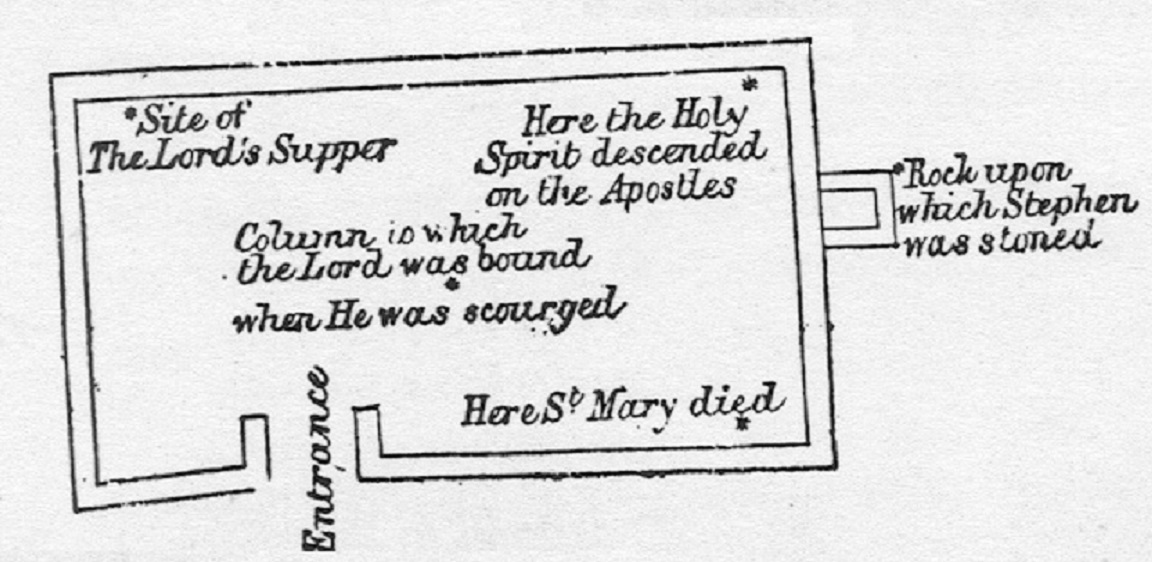
Der Grundriss der Basilika, Nachzeichnung des Plans bei Arkulf

Die Identifikation mit dem Ort des Letzten Abendmahls wurde im 4. Jahrhundert noch nicht vollzogen, war aber nur eine Frage der Zeit, da in beiden Fällen von einem „Obergemach“ die Rede war. Die Hagia Sion zog die Abendmahlsüberlieferung an sich, indem sie nach 550 entsprechende Reliquien vorweisen konnte: den Abendmahlskelch (Quelle: Pilger von Piacenza) sowie die Lampe, in deren Schein Jesus seine Jünger belehrte (Quelle: Breviarius de Hierosolyma). Die konkurrierende Lokalisierung auf dem Ölberg wurde verdrängt.
Beim Persereinfall von 614 suchten viele Christen vergeblich Schutz in der Hagia-Sion-Basilika; rings um die Kirche zählte man über 2000 Tote, dazu wurde die Kirche in Brand gesetzt. Aber Patriarch Modestus stellte den Kirchenbau kurz danach wieder her. Im Laufe des 7. Jahrhunderts zog die Hagia Sion auch die Tradition der Entschlafung Mariens an sich. Dem Pilger Arkulf zufolge kamen mit der Geißelungssäule auch noch Traditionen der Passionsgeschichte hinzu; Arkulf verdankt man einen Plan der Kirche, welcher zeigt, dass die Südostecke der Basilika als Ort des Abendmahls verehrt wurde: Locus hic caenae domini, „Hier (ist) der Ort des Herrenmahls.“
Eine Verwüstung der Basilika im Mai 966 blieb insofern ohne Folgen, als die Kirche zügig wieder instand gesetzt werden konnte. Die Zerstörung der Grabeskirche durch al-Hakim hatte auf die Hagia Sion keine (belegbaren) Auswirkungen. So fanden die Kreuzfahrer an diesem Ort die mehrfach restaurierte, alte byzantinische Kirche vor.

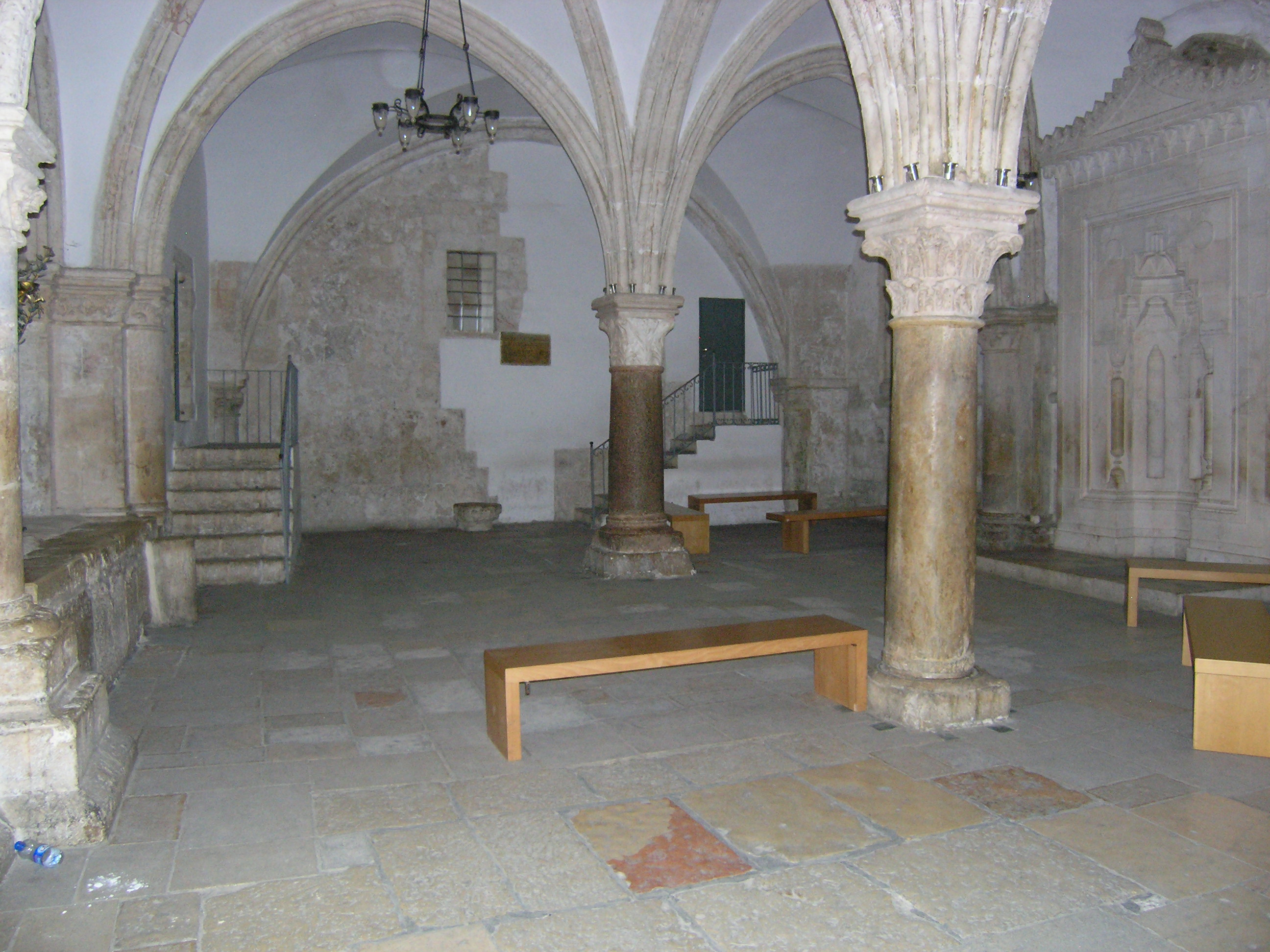
Abendmahlssaal, Blick nach Osten

### Kreuzfahrerkirche Sancta Maria in Monte Sion
Im Jahre 1099 lagerte das Kreuzfahrerheer vor der Südmauer der Stadt (die Stadtmauer war in frühislamischer Zeit auf die jetzige Linie zurückgezogen worden, so dass sich der Südwesthügel außerhalb der Stadt befand) und feierte Gottesdienst in der Hagia Sion. Dieses Kirchengebäude war nach der Eroberung Jerusalems in ruinösem Zustand und wurde wegen der daran haftenden, bedeutsamen Traditionen von den Kreuzfahrern schnell und großzügig wieder aufgebaut, im Westen um drei Joche verlängert. Hinzu kam ein reich dotiertes Chorherrenstift, dem Ländereien im Heiligen Land, Sizilien, Kalabrien, der Lombardei sowie in Frankreich und Spanien gehörten.
Erstmals bezeugt die anonyme Vita Constantini et Helenae (10./11. Jahrhundert), dass im Diakonikon der Sionskirche das „Grab des heiligen Propheten David“ verehrt wurde, was fortan unabhängig von allen Machtwechseln so blieb. Im Jahr 1219 wurde der Kirchenbau von den muslimischen Verteidigern Jerusalems jedoch aus strategischen Gründen abgerissen. Die Teilnehmer des 5. Kreuzzugs fanden eine Ruine vor mit den Gräbern Davids und der anderen Könige im Erdgeschoss und dem Abendmahlssaal im Obergeschoss. Die Restaurierung in den Jahren 1229 bis 1244 stellte das Gebäude her, welches heute noch besteht. „Die anderen Traditionen hatten sich an verschiedenen Ruinenteilen festgemacht, sodass etwas wie ein religiöser Garten mit den alten Legenden vom Berg Sion entstand.“
Im Jahre 1333 kamen die Franziskaner auf den Zionsberg und versuchten, hier nach dem Rückzug der Kreuzfahrer durch Anlage eines kleinen Klosters sowie durch Landkäufe die christliche Tradition aufrechtzuerhalten; sie mussten aber 1551 den Zion ganz verlassen. Das Gebäude ging an die muslimische Gemeinde über, als Heiligtum zu Ehren des Propheten David (Nebi Daˤud), und erhielt ein Minarett. Das Umland wurde nur spärlich landwirtschaftlich genutzt. Der Abendmahlssaal im Obergeschoss konnte von christlichen Pilgern gegen Gebühr weiterhin besucht werden. Heute leben wieder Franziskaner der Kustodie des Heiligen Landes in einem Konvent beim Abendmahlssaal.

## Heutiger Zustand
Zum Untergeschoss: siehe Davidsgrab.
Der Abendmahlssaal ist ein schlichter zweischiffiger Raum (etwa 15 m × 10 m) mit Kreuzrippengewölben, die auf drei freistehenden Säulen sowie Pfeilern an der Nord- und Südwand aufruhen. Nachträgliche Einbauten sind die beiden Treppenaufgänge sowie der Mihrab in der Südmauer und ein Ziborium mit bemerkenswertem Pelikan-Kapitell in der südwestlichen Ecke.

## Status quo

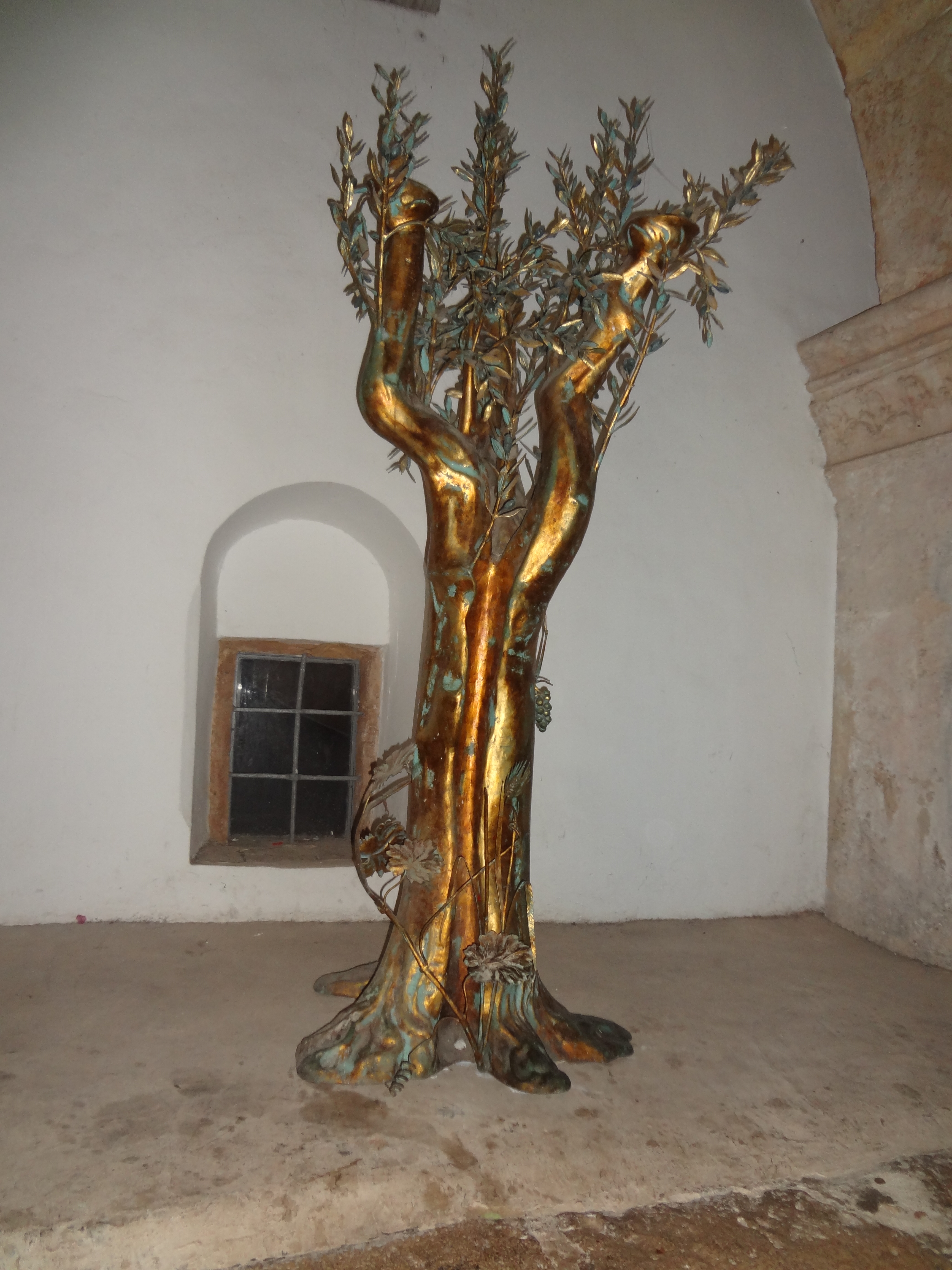
Symbolik im Abendmahlssaal: ein Ölbaum mit Weinreben und Getreideähren.

Eine Regelung aus der britischen Mandatszeit gewährt Angehörigen aller Religionen Zugang zu der heiligen Stätte, schränkt aber gottesdienstliche Feiern stark ein. Zwar rezitieren christliche Besucher hier oft einen Psalm oder singen ein Kirchenlied, doch Gottesdienste sind nur dreimal im Jahr gestattet, und im Raum sind keine christlichen Symbole (wie zum Beispiel Kreuze) zu sehen. Diese Termine sind: Gründonnerstag (Franziskaner), Pfingstsonntag nach katholischem, orthodoxem und armenischem Ritus, sowie der letzte Donnerstag im Januar (Gebet für die Einheit der Christen).
Der Wunsch von Papst Franziskus, bei seinem Israelbesuch 2014 eine Messe im Abendmahlssaal zu feiern, führte im Vorfeld zu Protesten von nationalreligiösen und ultraorthodoxen Juden, die argwöhnten, der Staat Israel könne dem Vatikan bei der Frage häufigerer Gottesdienste an diesem Ort entgegenkommen. Am 26. Mai 2014 fand diese Messe im Coenaculum gleichwohl statt.

## Zitate
„O Obergemach, du bist der Backtrog, in den der Sauerteig geworfen ist, der das ganze Universum zum Gären bringt! Obergemach, du Mutter aller Kirchen; Obergemach, du hast das Wunder des brennenden Dornbuschs erlebt. Obergemach, du hast Jerusalem in Erstaunen versetzt durch ein Wunder, das weit größer ist als das Wunder des glühenden Feuerofens, das die Einwohner von Babylon in Erstaunen versetzt hat. Das Feuer des Ofens verbrannte diejenigen, die außerhalb des Ofens standen, aber verschonte die drei Männer in seiner Mitte; das Feuer des Obergeschosses führt die zusammen, die von außen kommen und es sehen wollen; es stärkt diejenigen, die es empfangen. O Feuer, dein Erscheinen ist Wort, dein Schweigen ist Licht, du stiftest die Herzen an zur Danksagung!“

„Hier, wo Jesus mit den Aposteln das Letzte Abendmahl einnahm, wo er, auferstanden, in ihrer Mitte erschien, wo der Heilige Geist mit Macht auf Maria und die Jünger herabkam, hier ist die Kirche geboren, und sie ist im Aufbruch geboren.“